# 2010年美國網球公開賽
2010年美國網球公開賽於2009年8月30日至9月13日在美國紐約市皇后區法拉盛草原可樂娜公園的USTA比莉·琼·金国家网球中心舉行。
男單卫冕冠軍胡安·馬丁·德爾波特羅因傷退赛。
男单冠军得主纳达尔至此实现生涯全满贯，更成为男子网球史上第二位金满贯得主。

## 賽事

### 賽事焦點

#### 第一天（8月30日）
- 男單：費爾南多·岡薩雷斯在第三盤落後0-1時，因傷退出，成為首位在賽事出局的種子球手。第二種子羅傑·費達拿輕取布莱恩·达布尔晉級。
- 女單：第二種子金·克莱斯特尔斯以6-0及7-5擊敗匈牙利球手晉級第二圈。

#### 第二天（8月31日）
- 男單：第一種子拉斐爾·拿度面對俄羅斯球手泰穆拉茲·加巴什維利在最初兩盤在決勝局取勝，第三盤找到破發球局機會，再以6-3勝出。
- 女單：第八種子李娜與烏克蘭球手卡捷琳娜·邦达连科苦戰三盤下出局，是當天出局的排名最高的球手。

#### 第三天（9月1日）
- 男單（第二輪）：第15種子的伊万·柳比契奇被外圍賽球手淘汰，是當天的男單最大冷門。第九種子的安迪·羅迪克被揚科·蒂普薩雷維奇淘汰。
- 女單（第二輪）：前世界排名第一安娜·伊萬諾維奇傷出後，在第二圈淘汰第21種子鄭潔晉級。

#### 第四天（9月2日）
- 男單（第二輪）：第三種子諾瓦克·喬科維奇在夜賽中成功擊敗菲利普·普茲斯內爾，他將會面對外卡球手詹姆斯·布雷克。
- 女單（第二輪）：第一種子卡露蓮·禾絲妮雅姬面對中華台北球手張凱貞以直落兩盤2-0完成賽事。

#### 第五天（9月3日）
- 男單（第二輪）：第一種子拿度在第二盤決勝局一度落後1-5，反超7-5，並直落3盤擊敗伊斯托明。

#### 第六天（9月4日）
- 女單（第三輪）：第一種子卡露蓮·禾絲妮雅琪只失一局下擊敗了詹詠然，目前她在對賽中每一盤中最多只失一局。

#### 第七天（9月5日）
- 男單（第三輪）：第四種子安迪·穆雷遭到斯坦尼斯拉斯·瓦夫林卡淘汰。
- 女單（第四輪）：第二種子金·克莱斯特尔斯在僅失三局下，直落兩盤擊敗安娜·伊萬諾維奇。

#### 第八天（9月6日）
- 男子（第四輪）：第三種子諾瓦克·喬科維奇直落三盤擊敗马尔迪·菲什。
- 女單（第四輪）：第一種子的卡露蓮·禾絲妮雅琪直落以6-3及6-4擊敗玛丽亚·莎拉波娃。上屆晉身四強的比利時球手雅尼娅·维克梅耶尔，在十六強遇上了卡娅·卡内皮在先勝6-0下，被對手反超出局。

#### 第九天（9月7日）
- 男單（第四輪）：第25種子斯坦尼斯拉斯·瓦夫林卡與第20種子薩姆·奎里五盤爭持下，終由瓦夫林卡取勝。
- 女單（八強）：維納斯·威廉絲直落兩盤擊敗弗蘭切斯卡·斯基亞沃內。

#### 第十天（9月8日）
- 男單（八強）：第三種子諾瓦克·喬科維奇以7-6（2）、6-1及6-2擊敗加埃爾·蒙菲爾斯晉級。另外，羅傑·費達拿亦直落三盤擊敗羅賓·索德靈晉級。
- 女單（八強）：第七種子的薇拉·兹沃纳列娃擊敗了愛沙尼亞球手卡娅·卡内皮晉級四強，另一方面第一種子卡露蓮·禾絲妮雅姬面對多米尼卡·齐布尔科娃繼續勝出，雙方在未失一盤下在四強對決。
- 男雙（四強）：第一種子鲍勃·布赖恩、迈克·布赖恩以及第16種子罗翰·波柏纳、阿薩姆-烏爾-哈克·奎雷西晉身決賽，後者更是第一次打進大滿貫的決賽。

#### 第十一天（9月9日）
- 男單（八強）：費爾南多·貝爾達斯科面對第一種子拉斐爾·拿度，多次犯下雙發球失誤以及無壓力下失誤，直落三盤敗於對手。米哈伊爾·尤日尼與斯坦尼斯拉斯·瓦夫林卡打足五盤，其中第二盤更進入決勝局，尤日尼在第四及第五盤以均以6-3取勝晉級四強。
- 女雙（四強）：金久慈及雅羅斯拉娃·施韋多娃率先打進雙打決賽。
- 混雙（決賽）：莉泽尔·许贝尔及鲍勃·布赖恩組合擊敗了克韋塔·佩什克及阿薩姆-烏爾-哈克·奎雷西取得冠軍。

#### 第十二天（9月10日）
- 女單（四強）：薇拉·兹沃纳列娃直落兩盤擊敗卡露蓮·禾絲妮雅姬，繼續以不失一盤的姿態晉級決賽。另一場賽事第二種子金·克莱斯特尔斯面對維納斯·威廉絲在先失一盤下反勝2-1。
- 男雙（決賽）：鲍勃·布赖恩以及迈克·布赖恩奪得他們第9個大滿貫的冠軍。
- 女雙（四強）：第2種子莉泽尔·许贝尔及娜迪亚·佩特洛娃組合晉級決賽。

#### 第十三天（9月11日）
※美網特殊的制度超級星期六，本日下午先進行二場男單四強賽事之後，在當地時間晚上七點舉行女單決賽。
- 男單（四強）：第3種子諾瓦克·喬科維奇及第1種子拉斐爾拿度晉級決賽。
- 女單（決賽）：克莱斯特尔斯僅用了1小時時間，擊敗了連續在大滿貫晉身決賽的兹沃纳列娃，克莱斯特尔斯奪得第三個大滿貫錦標。

#### 第十四天（9月12日）
※因雨延賽至星期一。
- 女雙（決賽）：比賽進行6-2, 4-6, 5-4因雨中斷。
- 男單（決賽）：因雨延賽。

#### 第十五天（9月13日）
※紐約當地時間15：00進行女雙決賽補賽，16：00進行男單決賽。
- 女雙（決賽）：金久慈與雅羅斯拉娃·施韋多娃以6-2, 4-6, 7-64在決賽勝出，奪下第二座大滿貫冠軍。
- 男單（決賽）：拿度與祖高域打了四盤，奪得第九個大滿貫冠軍之餘，更成為公開賽年代以來第八位男子網球運動員贏得四滿貫榮譽。

### 成年組

#### 男子單打
決賽：拉斐爾·拿度 擊敗 諾瓦克·喬科維奇（6–4、5–7、6–4、6–2）

#### 女子單打
決賽： 金·克莱斯特尔斯 擊敗  薇拉·兹沃纳列娃（6–2、6–1）

#### 男子雙打
決賽： 鲍勃·布赖恩／ 迈克·布赖恩 擊敗  羅翰·波柏納／ 阿薩姆-烏爾-哈克·奎雷西（7–65、7–64）

#### 女子雙打
決賽： 金久慈／ 雅羅斯拉娃·施韋多娃 擊敗  莉泽尔·许贝尔／ 娜迪亚·佩特洛娃（2–6、6–4、7–64）

#### 混合雙打
決賽： 莉泽尔·许贝尔／ 鲍勃·布赖恩 擊敗  克韋塔·佩什克／ 阿薩姆-烏爾-哈克·奎雷西（6–4、6–4）

### 青年組

#### 青年男子單打
決賽： 傑克·索克 擊敗 丹尼斯·庫德拉（3–6、6–2、6–2）

#### 青年女子單打
決賽： 達里婭·加夫里洛娃 擊敗  尤利婭·普京采娃（6-3、6-2）

#### 青年男子雙打
決賽： Duilio Beretta /  罗伯托·基罗斯 擊敗  奧利弗·戈爾丁 /  吉力·維斯利（6-1、7-5）

#### 青年女子雙打
決賽： 蒂美阿·巴包斯 /  斯洛恩·斯蒂芬斯 擊敗  An-Sophie Mestach /  Silvia Njirić（不戰而勝）

### 輪椅組

#### 輪椅男子單打
決賽： 國枝慎吾 擊敗  Nicolas Peifer（不戰而勝）

#### 輪椅女子單打
決賽： Esther Vergeer 擊敗  Daniela Di Toro（6-0、6-0）

#### 輪椅男子雙打
決賽： 迈克尔·舍费尔斯 /  Ronald Vink 擊敗  Nicolas Peifer /  Jon Rydberg（6-0、6-0）

#### 輪椅女子雙打
決賽： Esther Vergeer /  Sharon Walraven 擊敗  Daniela Di Toro /  阿妮克·范库特（6-3、6-3）

#### 輪椅混合單打
決賽： 戴维·瓦格纳 擊敗  Peter Norfolk（6-0、2-6、6-3）

#### 輪椅混合雙打
決賽： Nick Taylor /  戴维·瓦格纳 擊敗  Johan Andersson /  Peter Norfolk（7–5、7–64）

## 種子球手
退出賽事之種子球手
- 男單：胡安·馬丁·德爾波特羅[1]、若-威尔弗里德·特松加[2]
- 女單：莎蓮娜·威廉絲[3]、贾斯汀·海宁[4]

| 1. 拉斐爾·拿度（冠軍） 2. 羅傑·費德勒（四強） 3. 諾瓦克·喬科維奇（決賽） 4. 安迪·穆雷（第四輪） 5. 羅賓·索德靈（八強） 6. 尼古莱·达维登科（第二輪） 7. 托馬什·貝爾迪赫（第一輪） 8. 費爾南多·貝爾達斯科（八強） 9. 安迪·罗迪克（第二輪） 10. 大衛·費拿（第四輪） 11. 馬林·西利奇（第二輪） 12. 米哈伊爾·尤日尼（四強） 13. 于爾根·梅爾策（第四輪） 14. 尼古拉斯·阿爾瑪格羅 15. 伊万·柳比契奇（第一輪） 16. 马科斯·巴格达蒂斯（第一輪） 17. 加埃爾·蒙菲爾斯（八強） 18. 約翰·伊斯內爾（第三輪） 19. 马尔迪·菲什（第四輪） 20. 薩姆·奎里（第四輪） 21. 阿爾伯特·蒙塔涅斯（第四輪） 22. 胡安·卡洛斯·费雷罗（第三輪） 23. 費利西亞諾·洛佩斯（第四輪） 24. 厄內斯特·古爾比斯（第一輪） 25. 斯坦尼斯拉斯·瓦夫林卡（八強） 26. 托馬斯·貝魯奇（第二輪） 27. 費爾南多·岡薩雷斯（第一輪） 28. 拉德克·斯泰潘內克（第一輪） 29. 菲利普·科爾施賴伯（第二輪） 30. 胡安·摩納哥（第一輪） 31. 大卫·纳尔班迪安（第四輪） 32. 莱顿·休伊特（第一輪） | 1. 卡露蓮·禾絲妮雅姬（四強） 2. 金·克莱斯特尔斯（冠軍） 3. 維納斯·威廉絲（四強） 4. 耶莱娜·扬科维奇（第三輪） 5. 萨曼莎·斯托瑟（八強） 6. 弗蘭切斯卡·斯基亞沃內（八強） 7. 薇拉·兹沃纳列娃（決賽） 8. 李娜（第一輪） 9. 阿格涅什卡·拉德萬斯卡（第二輪） 10. 维多利亚·阿扎连卡（第二輪） 11. 斯维特拉娜·库兹涅佐娃（第四輪） 12. 耶莲娜·德门蒂耶娃（第四輪） 13. 玛丽恩·巴托莉（第二輪） 14. 玛丽亚·莎拉波娃（第四輪） 15. 雅尼娅·维克梅耶尔（第四輪） 16. 莎哈爾·皮爾（第四輪） 17. 娜迪亚·佩特洛娃（第一輪） 18. 阿拉瓦內·雷扎伊（第二輪） 19. 弗拉维娅·佩内塔（第三輪） 20. 安娜斯塔西亞·帕夫柳琴科娃（第四輪） 21. 鄭潔（第二輪） 22. 玛丽亚·何塞·马丁内斯·桑切斯（第二輪） 23. 玛丽亚·基里连科（第三輪） 24. 达妮埃拉·汉图霍娃（第三輪） 25. 亚历山德拉·杜尔盖鲁（第三輪） 26. 露絲·莎法洛法（第一輪） 27. 佩特拉·克維托娃（第三輪） 28. 阿麗莎·克萊班諾娃（第二輪） 29. 阿廖娜·邦达连科（第三輪） 30. 雅羅斯拉娃·斯維多娃（第一輪） 31. 卡娅·卡内皮（八強） 32. 茨薇塔娜·皮隆科娃（第二輪） |

## 獎金
所有獎金以美元為計算單位 ($); 雙打獎金由搭擋兩人均分。

| - 冠軍: $1,700,000 - 亞軍: $850,000 - 四強: $400,000 - 八強: $200,000 - 第四輪: $100,000 - 第三輪: $50,250 - 第二輪: $31,000 - 第一輪: $19,000 | - 冠軍: $420,000 - 亞軍: $210,000 - 四強: $105,000 - 八強: $50,000 - 第三輪: $25,000 - 第二輪: $15,000 - 第一輪: $10,000 | - 冠軍: $150,000 - 亞軍: $70,000 - 四強: $30,000 - 八強: $15,000 - 第二輪: $10,000 - 第一輪: $5,000 |

## 外部連結
- 官方網站（页面存档备份，存于）

| 前任： 2009年美國網球公開賽   | 美國網球公開賽 | 繼任： 2011年美國網球公開賽 |
| 前任： 2010年溫布頓網球錦標賽 | 網球大滿貫     | 繼任： 2011年澳洲網球公開賽 |